# Бурштейн, Таль

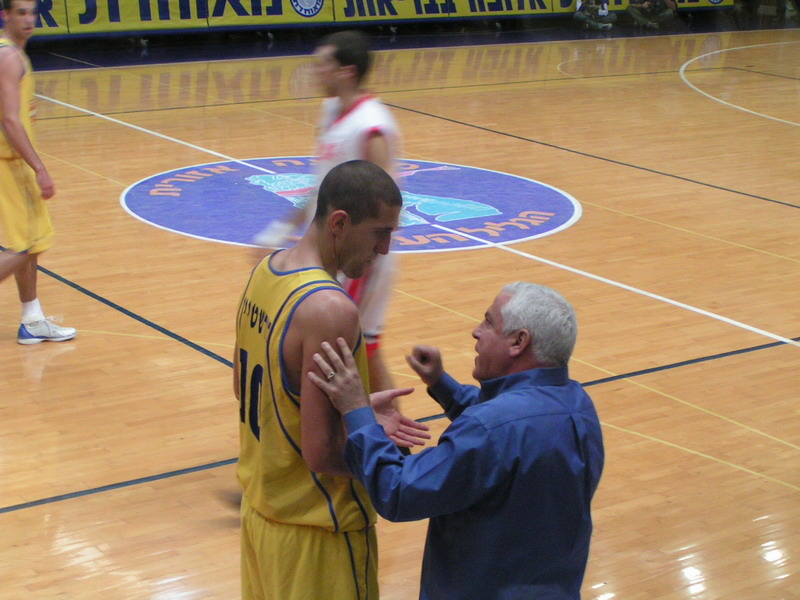
Бурштейн с бывшим тренером «Маккаби» Пини Гершоном

Таль Бурштейн (ивр. טל בורשטיין‎ , 19 февраля 1980 года, Петах-Тиква, Израиль) — бывший израильский баскетболист, игрок национальной сборной Израиля.

## Ранние годы
Бурштейн — еврей по национальности, родился в городе Петах-Тиква, Израиль.

## Карьера

### Клубная
Таль начинал карьеру в молодёжном составе израильского клуба «Бней-Херцлия» в сезоне 1997-98. В этом же году был признан «Новичком года» в Израильской баскетбольной лиге. В сезоне 1990-00 годов стал капитаном команды. В сезоне 2001-02 годов стал лучшим в лиге по проценту точных трехочковых бросков — 49,4.
С начала сезона 2000-01 выступал за «Маккаби (Тель-Авив)». В команде начал выходить в стартовой пятерке. Вместе с клубом выиграл 8 титулов чемпиона Израиля, а также завоевал 6 кубков страны. Кроме того, трижды побеждал с «Маккаби» в розыгрышах европейского клубного турнира — один раз в рамках Супролиги ФИБА (2001) и дважды в Евролиге (2004, 2005). По итогам сезона 2008-09 Бурштейн покинул клуб и подписал контракт с испанской командой Фуэнлабрада. После года в Испании вернулся в Израиль и подписал трехлетний контракт с «Маккаби».
В августе 2012 года, после того, как ему предстояла операция на колене, объявил о завершении карьеры игрока.

### Международная
Таль Бурштейн начинал играть за молодёжные сборные Израиля разных возрастов, а в дальнейшем был приглашен в первую сборную Израиля по баскетболу. В августе 2000 года был капитаном национальной сборной до 20 лет, завоевавшей «серебро» на чемпионате Европы ФИБА до 20 лет, который проходил в Охриде, Македония. В августе 2001 года Бурштейн стал уже игроком сборной до 22 лет, которая выступала на чемпионате мира для сборных до 21 года в Сайтаме, Япония, где заняла седьмое место.
Начал выступать за первую сборную в рамках чемпионата Европы 2003 года в Швеции, где сборная заняла седьмое место, а также на чемпионате Европы 2005. К концу 2008 года стал капитаном национальной сборной Израиля по баскетболу.
Выступал на позиции первого атакующего защитника, а также был разыгрывающим.

## Достижения
Клубные:
- Чемпион Супролиги ФИБА : 2001
- Чемпион Евролиги : 2004, 2005
- Чемпион Израиля : 2001—2007, 2009
- Обладатель Кубка Израиля по баскетболу : 2001—2006
- Обладатель Суперкубка Израиля по баскетболу : 2008
- Финалист Евролиги : 2008
- Финалист розыгрыша Чемпионата Израиля по баскетболу : 2008
- Финалист Кубка Израиля по баскетболу : 2008
- Финалист Суперкубка Израиля по баскетболу : 2009

Международные
- Чемпионат Европы по баскетболу до 20 лет : серебряный призёр, 2000

Индивидуальные
- Лучший молодой игрок Израиля : 1998